# Huize Weltevreden
Huize Weltevreden is een rijksmonument aan de Frieselaan 4 in de Nederlandse plaats Paterswolde.

## Geschiedenis
Aan het begin van de twintigste eeuw werd het meertje bij het Friesche Veen met het omliggende terrein aangekocht door Pieter Arnold Camphuis, die later ook Vennebroek verwierf. Tussen 1909 en 1910 liet hij aan de westzijde een huis bouwen naar ontwerp van architect Gerrit Nijhuis, dat Huize Weltevreden werd genoemd (Frieselaan 4), maar later ook wel bekend was als het Zusterhuis (omdat er verpleegsters gehuisvest werden) en als het huis Friese Veen. Het huis maakt deel uit van het complex Vennebroek, dat in 1993 werd aangewezen als rijksmonument. Vanaf het huis loopt een betonnen steiger het meer in, zodat zwemmers niet over de modderige oever hoeven te lopen.